# Lorraine Baker
Lorraine Baker (* 9. April 1964 in Ipswich) ist eine ehemalige britische Leichtathletin, die sich auf den Mittelstreckenlauf spezialisiert hat. Ihren größten Erfolg feierte sie mit dem Gewinn der Bronzemedaille über 800 Meter bei den Halleneuropameisterschaften 1990 in Glasgow sowie bei den Commonwealth Games 1986 in Edinburgh.

## Sportliche Laufbahn
Erste internationale Erfahrungen sammelte Lorraine Baker vermutlich im Jahr 1981, als sie bei den Junioreneuropameisterschaften in Utrecht in 2:07,39 min den sechsten Platz im 800-Meter-Lauf belegte. Im Jahr darauf belegte sie bei den Commonwealth Games in Brisbane in 2:03,17 min den sechsten Platz und 1984 gelangte sie bei den Olympischen Sommerspielen in Los Angeles mit 2:00,03 min im Finale auf Rang fünf. 1986 gewann sie bei den Commonwealth Games in Edinburgh in 2:01,79 min die Bronzemedaille hinter der Waliserin Kirsty Wade und ihrer Landsfrau Diane Modahl. Anschließend schied sie bei den Europameisterschaften in Stuttgart mit 2:02,03 min im Halbfinale aus. 1990 gewann sie bei den Halleneuropameisterschaften in Glasgow in 2:02,42 min die Bronzemedaille hinter Ljubow Gurina aus der Sowjetunion und Sabine Zwiener aus Westdeutschland. Zuvor belegte sie bei den Commonwealth Games in Auckland in 2:01,77 min den fünften Platz und kam dann im August bei den Europameisterschaften in Split mit 2:02,04 min nicht über den Vorlauf hinaus. Im Jahr darauf schied sie bei den Weltmeisterschaften in Tokio mit 2:01,32 min im Semifinale aus und 1992 schied sie bei den Olympischen Sommerspielen in Barcelona mit 2:02,17 min ebenfalls im Halbfinale aus und beendete daraufhin ihre aktive sportliche Karriere im Alter von 28 Jahren.

## Persönliche Bestzeiten
- 800 Meter: 1:59,67 min, 15. August 1986 in Berlin
  - 800 Meter (Halle): 2:02,42 min, 4. März 1990 in Glasgow
- 1000 Meter: 2:35,51 min, 19. Juli 1986 in Birmingham
- 1500 Meter: 4:11,95 min, 5. Juli 1990 in Vigo

## Persönliches
Lorraine Baker ist die Tochter des ehemaligen US-amerikanischen Fußballspielers Gerry Baker sowie die Nichte des englischen Fußballspielers Joe Baker. Ihr Sohn Ryan Strain spiel für Australien ebenfalls professionell Fußball.